# Aplozia ariadne
Aplozia ariadne là một loài Rêu trong họ Jungermanniaceae. Loài này được (Taylor ex Lehm.) Horik. mô tả khoa học đầu tiên năm 1934.